# 伊萨克·杜纳耶夫斯基
伊萨克·奥西波维奇·杜纳耶夫斯基（俄語：Исаак Осипович Дунаевский，1900年—1955年）是苏联古典音乐作曲家。苏联轻歌剧的创始人之一。

## 生平
1900年生于波尔塔瓦省洛赫維察犹太人职员家庭。1910年随家人搬至哈尔科夫。1919年毕业于哈尔科夫音乐学院的小提琴班，跟随谢苗·博加特廖夫学过作曲。之后在哈尔科夫从事音乐活动。1924年移居莫斯科。1929年至1934年担任列宁格勒音乐厅指挥。1937年至1941年任列宁格勒作曲家协会主席。1943年迁居莫斯科。1955年7月25日在莫斯科去世。

## 成就
杜纳耶夫斯基是苏联轻歌剧的创始人之一，也是著名歌曲《祖国进行曲》的作词者。他先后创作许多流行的歌曲和电影插曲，如《祖国进行曲》《伏尔加—伏尔加》《幸福的生活》《春天》《光辉的道路》等。还创作许多圆舞曲（《夜》《学校圆舞曲》《沉默》《别忘记》等）和小歌剧（《黄金谷》《自由之风》等）。1950年获俄罗斯联邦人民艺术家称号。